# Corecom Lombardia
Corecom Lombardia è il Comitato Regionale per le Comunicazioni della Lombardia e assicura, sul territorio, la vigilanza, il controllo e il governo del sistema delle comunicazioni (legge 31 luglio 1997 n. 249 e legge regionale 28 ottobre 2003, n. 20).
AGCOM (l'Autorità per le Garanzie nelle Comunicazioni) ha delegato al Corecom le funzioni di: conciliazione nelle controversie tra operatori di telecomunicazioni e utenti, esercizio del diritto di rettifica sul sistema radiotelevisivo locale, vigilanza sulla diffusione dei sondaggi, tutela dei minori nel settore radiotelevisivo locale e vigilanza sulla “par condicio”.
Il Presidente del Corecom viene nominato dal Presidente della Giunta regionale, d'intesa con il Presidente del Consiglio regionale. I Componenti sono designati dal Consiglio regionale, in rappresentanza sia della maggioranza che della minoranza.